# ハイチ系アメリカ人
ハイチ系アメリカ人とは、アメリカ合衆国におけるハイチ系伝統を持った人物、またはアメリカ合衆国市民権を持つか、あるいはアメリカ合衆国に永住しているハイチ生まれの人物である。
ハイチ人が最も高い比率で住むのはSouth Florida郡や、South Jamaica, Queens、ニューヨーク市、ワシントンD.C.、フィラデルフィア、シカゴ、ボストンのような都市である。530,897人のハイチ系アメリカ人がアメリカ合衆国に居住しているが、多くは書類に乗らない数字のためにこの数字を不正確だと考えている。
フランソワ・デュヴァリエの全体主義時代だった1960年代初頭から1970年代にかけて、多くのハイチ人が合法、不法を問わずにアメリカ合衆国に移住した。

## ハイチ系の占める割合が高いコミュニティ
以下にハイチ系の占める割合が高い全米36のコミュニティを列挙する。
| %     | コミュニティ           | 州                 |
| ----- | ---------------------- | ------------------ |
| 33.5% | Golden Glades          | フロリダ州         |
| 33.0% | North Miami            | フロリダ州         |
| 23.0% | El Portal              | フロリダ州         |
| 23.0% | スプリング・バレー     | ニューヨーク州     |
| 19.9% | North Miami Beach      | フロリダ州         |
| 15.7% | Lauderdale Lakes       | フロリダ州         |
| 14.5% | Lake Park              | フロリダ州         |
| 13.9% | Ives Estates           | フロリダ州         |
| 13.8% | Immokalee              | フロリダ州         |
| 12.1% | Pine Hills             | フロリダ州         |
| 11.5% | Belle Glade            | フロリダ州         |
| 11.4% | Orange                 | ニュージャージー州 |
| 11.3% | New Cassel             | ニューヨーク州     |
| 11.1% | Irvington              | ニュージャージー州 |
| 10.8% | North Valley Stream    | ニューヨーク州     |
| 10.7% | Elmont                 | ニューヨーク州     |
| 10.5% | デルレイビーチ         | フロリダ州         |
| 9.2%  | Biscayne Park          | フロリダ州         |
| 9.2%  | Mangonia Park          | フロリダ州         |
| 9.1%  | Lauderhill             | フロリダ州         |
| 8.5%  | Uniondale              | ニューヨーク州     |
| 8.3%  | Miami Shores           | フロリダ州         |
| 8.1%  | Lake Worth             | フロリダ州         |
| 8.0%  | Roselle                | ニュージャージー州 |
| 7.8%  | ナイアック             | ニューヨーク州     |
| 7.6%  | South Nyack            | ニューヨーク州     |
| 7.0%  | ラマポ                 | ニューヨーク州     |
| 7.0%  | Oakland Park           | フロリダ州         |
| 6.9%  | フォートローダーデール | フロリダ州         |
| 6.7%  | Florida City           | フロリダ州         |
| 6.7%  | North Lauderdale       | フロリダ州         |
| 6.7%  | Wilton Manors          | フロリダ州         |
| 6.5%  | Boynton Beach          | フロリダ州         |
| 6.4%  | Asbury Park            | ニュージャージー州 |
| 6.4%  | Fort Pierce            | フロリダ州         |
| 6.2%  | ランドルフ             | マサチューセッツ州 |

## 背景
巨大な不均衡がハイチ人の富裕なエリートと、貧しい人々との間に存在し、現在も存在し続けている。政治的抗争、腐敗の記録、脅迫は多くのハイチ人をより良い生活の機会のため、島から追いやっている。ハイチ人の波はアジールを求めてフロリダ沿岸に現れた。多くの外国出身のハイチ人が1970年代に到来した。アメリカ合衆国へのハイチ移民は多くのハイチにいたフランス人入植者の脱出と共に始まった。フロリダ州は州内に最大のパーセンテージのハイチ人居住者を抱えている。2000年には、フロリダ州に182,224人の外国出身のハイチ人が存在し、全体の43.5%はハイチから来た外国出身者だった。
フロリダ岸にやってこようと試みている不法ハイチ人は、アメリカ沿岸警備隊によってほとんどの確率で強制排除され、しばしば本国に送還されている。このことは、アジールが保証されているキューバ人脱出者のそれと比較して、彼等が受けた不当な扱いに関しての多くの人権団体の抗議を招いている。

## 順応と文化
ハイチ人は移住と共にアメリカ合衆国に多くの文化的習慣やイデオロギーを彼等のコミュニティ内にもたらした。多くの外国出身のハイチ人はビジネス・セクターに流れ、しばしば独自のビジネスを立ち上げている。多くのハイチ系が床屋、独自のレストラン（多くがハイチ料理だが、他のラテンアメリカ料理も食べることができる）、及び多くの冒険的な自動車サービスを設立している。
ハイチ系のプレゼンスと文化はハイチ系アメリカ人が多いコミュニティに入ったときに強く感じられ、特筆すべき地点として、フロリダ州マイアミのethnic enclaveはリトル・ハイチとして知られている。ニューヨーク州ではFlatbush、イースト・フラットブッシュ地区、そしてブルックリン区とElmontのCanarsie、ロングアイランドなどがハイチ系アメリカ人の影響が顕著な地区である。ボストンのMattapan区はボストンのハイチ系の中心だと考えられている。
影響はハイチ語を話す人々の日々の通りでの会話でも時々現れる。ハイチ系アメリカ人の第二世代は高収入という意味でより成功しており、教育レベルでも順調である。

## 脚註
1. ↑  “S0201. Selected Population Profile in the United States”. 2010年1月27日閲覧。
2. ↑  en:Template:Cite web